# أغافانغل كريمسكي

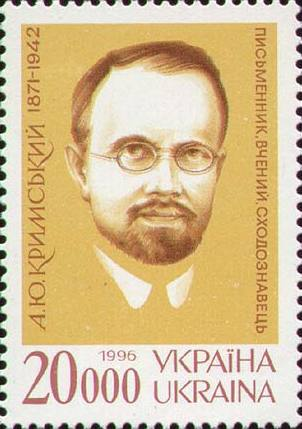
Марка з портретом А. Ю. Кримського.

أغاتنگل يوخيموڤيتش كرمسكي Агата́нгел Юхи́мович Кри́мський؛ (بالإنجليزية: Agatangel Efimovich Krymskii)‏ (عاش 1871 – 1942) بدراسة التاريخ العربي والإسلامي وكذلك اللغات السامية وتاريخ الشعوب الناطقة بالتركية (الشعوب التوركية) ولا سيما تتار القرم الذين ينتمي إليهم عن طريق والده.

## حياته
ولد كريمسكي في عام 1871 في ڤلاديمير–فولينسكي. وفي عام 1892 تخرج من معهد لازاريفسكي للغات الشرقية بموسكو وبعد أربع سنوات تخرج من كلية التاريخ والدراسات اللغوية في جامعة موسكو. وبعد ذلك سافر إلى سورية ولبنان حيث أمضى فترة عامين (1896-1898) من أجل اتقان اللغة العربية. وقد استغل كريمسكي هذه الفرصة لجمع المواد العلمية اللازمة لبحوثه القادمة في التاريخ العربي والإسلامي والدراسات القرآنية. ومن ثم عمل حوالي 20 عاما في معهد لازاريڤسكي للغات الشرقية بموسكو وحصل على لقب بروفيسور. وكان يلقي المحاضرات حول اللغة العربية وآدابها وتاريخ الإسلام.

## كتاباته
أصدر كريمسكي العديد من البحوث العلمية منها:
- «دراسة تطور الصوفية حتى نهاية القرن الثالث الهجري» (1895)
- «محاضرات حول القرآن الكريم» (1902)
- «تأريخ الإسلام» بثلاثة مجلدات (1903-1904)
- «تأريخ تركيا وآدابها» بمجلدين (1910-1916)
- «تأريخ العرب والادب العربي» بثلاثة مجلدات (1911-1913)
- «تأريخ فارس وآدابها وحكمة الدروشة الصوفية» بثلاثة مجلدات (1909–1917)
- «تاريخ الادب العربي الحديث» (1971)
- «نظامي ومعاصروه» (1981)

وغيرهم.
وقد شارك كريمسكي ذو الأصول الأوكرانية في الحركة القومية في أوكرانيا وايد بعد ثورة أكتوبر عام 1917 فكرة استقلال أوكرانيا. وفي عام 1918 أصبح عضوا عاملا في أكاديمية العلوم الأوكرانية وترأس حتى عام 1941 أحد الأقسام في جامعة كييف. وفي فترة العشرينيات والثلاثينيات تعرض لملاحقة السلطات بأعتباره من «القوميين البرجوازيين» لكن بعد ضم غرب أوكرانيا أعيد إلى مناصبه وقام بعدة جولات هناك. كما كان كريمسكي من كبار هواة الطوابع ويعتبر في زمانه من كبار الخبراء في هذا المجال.

## وفاته
وفي عام 1941 تم اعتقاله بدون توجيه أية تهمة إليه وتم نفيه إلى قزخستان حيث توفي بعد فترة قصيرة. ولم تعرف عائلته مصيره على مدى خمسين عاما تقريبا.
كتب كريمسكي مؤلفاته باللغات الروسية والأوكرانية والعربية وارتبط نشاطه العلمي الرئيسي بنشاط معهد اللغات الشرقية بموسكو.

## الهامش
1. ↑  "معلومات عن اغافانغل كريمسكي على موقع aleph.nkp.cz". aleph.nkp.cz. مؤرشف من الأصل في 2019-04-19.
2. ↑  "معلومات عن اغافانغل كريمسكي على موقع idref.fr". idref.fr. مؤرشف من الأصل في 2019-10-01.
3. ↑  "معلومات عن اغافانغل كريمسكي على موقع viaf.org". viaf.org. مؤرشف من الأصل في 2019-10-01.